# Forest
Forest é o sétimo álbum do pianista americano George Winston. Foi lançado em 1994. Chegou à 62ª colocação na parada The Billboard 200 e também alcançou a primeira colocação na Top New Age Albums. Forest levou um prêmio GRAMMY de "Melhor Álbum de New Age" em 1996.

## Faixas
| N.º | Título                                                                                               | Música                     | Duração |  |
| 1.  | "Tamarack Pines" (Lariços americanos)                                                                | George Winston             | 5:49    |  |
| 2.  | "Forbidden Forest" (Floresta Proibida)                                                               | George Winston             | 2:32    |  |
| 3.  | "Troubadour" (Trovador)                                                                              | John Barry                 | 1:56    |  |
| 4.  | "The Cradle" (O Berço)                                                                               | Larry Young (Khalid Yasim) | 2:13    |  |
| 5.  | "Cloudy This Morning" (Nublado Nessa Manhã)                                                          | George Winston             | 2:43    |  |
| 6.  | "Last Lullaby Here" (Última Cantiga de Ninar Aqui)                                                   | George Winston             | 0:59    |  |
| 7.  | "Mon Enfant (My Child)" (Minha Criança)                                                              | Autoria desconhecida       | 3:20    |  |
| 8.  | "Returning" (Voltando)                                                                               | George Winston             | 0:40    |  |
| 9.  | "Graceful Ghost" (Fantasma Gracioso)                                                                 | William Bolcom             | 2:53    |  |
| 10. | "Walking in the Air" (Andando No Ar)                                                                 | Howard Blake               | 7:45    |  |
| 11. | "Building the Snowman" (Construindo o Boneco de Neve)                                                | Howard Blake               | 1:35    |  |
| 12. | "The Snowman's Music Box Dance" (A Dança da Caixinha de Música do Boneco de Neve)                    | Howard Blake               | 2:15    |  |
| 13. | "Love Song to a Ballerina" (Canção de Amor para uma Bailarina)                                       | Mark Isham                 | 2:58    |  |
| 14. | "Lights in the Sky" (Luzes no Céu)                                                                   | George Winston             | 1:41    |  |
| 15. | "Japanese Music Box (Itsuki No Komoriuta)" (Caixinha de Música Japonesa (Cantiga de Ninar de Itsuki) | Autoria desconhecida       | 2:11    |  |
| 16. | "Night Sky" (Céu Noturno)                                                                            | George Winston             | 2:56    |  |